# Iga Ryū

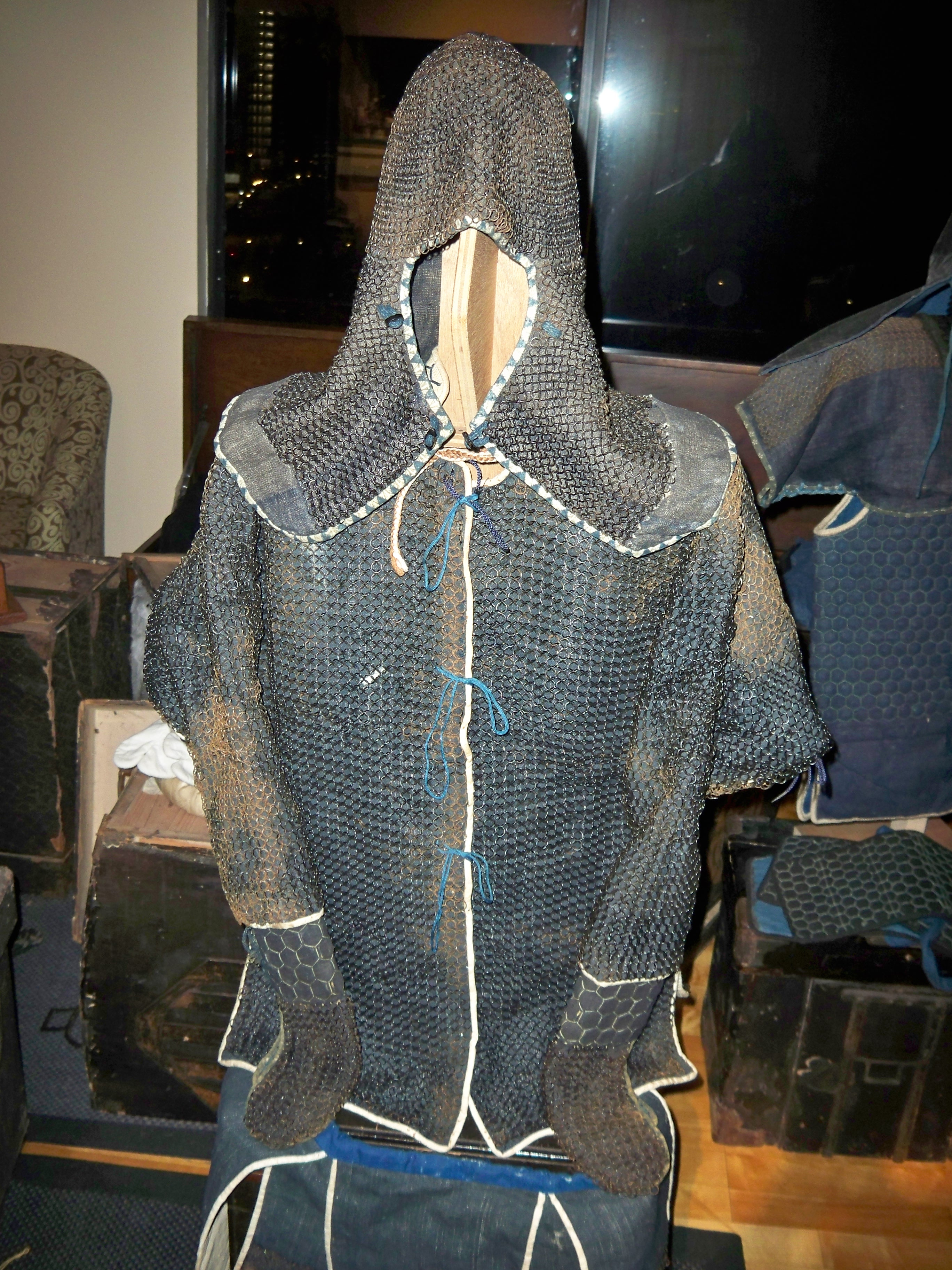
Armadura ninja feudal.

Iga-Ryū 伊賀流 (literalmente significa “la Escuela Iga”) fue una escuela de Ninjutsu. Fue una de las más conocidas escuelas ninja de Japón, junto con la Koga Ryu. El Iga-ryū es originario de la provincia de Iga en el área circundante de los pueblos de Iga y Ueno (actualmente ciudad de Iga, en la Prefectura de Mie. Iga-mono es un sinónimo de Ninja de Iga u hombres de Iga.

## Historia
Desde el período Nara, Iga había sido el distrito que suplía maderos para "jisha" (寺社 el término genérico de las construcciones y tribus religiosas del Japón- Pero en el período Kamakura, Jisha declinó su influencia, mientras shugo y jitō crecieron en dominio. El dominio feudal y Bushi se fue perdiendo en Iga. La provincia se dividió en regiones ji-samurai donde grupos independientes de Samuráis continuaron la guerra de guerrillas entre ellos mismos. las tribus se conocían muy bien entre ellos y consecuentemente, desarrollaron especiales habilidades en la guerra y tácticas militares. El documento literario Tōdai-ji-Bunsho dice de la zona que "fueron áreas sin ley". La escuela Koga Ryu de Ninjutsu fue fundada y desarrollada de manera similar. 
Fue al principio del período Muromachi que la gente de la región de Iga se hicieron efectivamente independiente de los Señores feudales y establecieron una especie de república en la región. La república de Iga fue conocida como Iga Sokoku Ikki (伊賀惣国一揆) en japonés. Iga-mono 伊賀者 (Hombres de Iga) aparecieron por primera vez en los registros de 1487 en tiempos del Shogun Ashikaga Yoshihisa atacando a Rokkaku Takayori, el daimyō de la Sureña Provincia de Omi del Clan Rokkaku. Tanto ninjas de Iga y Koga lucharon del lado de Rokkaku, ayudado a repeler exitosamente el ataque del Shogun. En 1579, el hijo del Señor Feudal Oda Nobunaga, Oda Nobukatsu lanzó un ataque contra la República de Iga pero fue derrotado por tropas locales y por ninjas reunidos por la gente de Iga. Oda Nobunaga no podía permitir esta perdida familiar y dejar la afrenta provocada por una banda de ninjas sin respuesta. Así, que en 1581, el mismo lanzó una invasión masiva de Iga, atacando en seis direcciones con una fuerza de entre 40,000 hasta 60,000 hombres. La gente de Iga luchó ferozmente pero fueron reducidos a dos castillos. No obstante, después asesinar a sangre fría muchas familias ninja de Iga, Nobunaga declaró un cese al fuego y permitió que algunos ninja escaparan. Los castillos fueron rodeados por el Señor Feudal.

Mapa de la antigua provincia de Iga donde estaba asentada el Iga Ryu.

En 1582, durante el periodo turbulento que siguió a la muerte de Oda Nobunaga, el Ninja de Iga Hattori Hanzō ofreció al futuro Shogun Tokugawa Ieyasu una ruta de escape pasando a través de la región de Koga e Iga para poder regresar a la Provincia Mikawa. Ieyasu, cuando se convirtió en Shogunm empleó ninjas como guardias del Castillo de Edo, el Cuartel General del Shogunato Tokugawa. Hattori asentó 200 hombres de Iga-ryū en las vecindades de Yotsuya cerca de Edo (actual Tokio). Los hombres de Iga fueron como guardias de las llaves de las puertas del castillo y a la vez fueron usados como agentes de Inteligencia para los Shogun. La puerta Oeste del Castillo de Edo es llamado "La puerta de Hanzo" porque la residencia del clan Hattori estaba cerca.
El hijo de Hattori Hanzo, Hattori Masanari fue comandante de los guardias de Iga en el castillo Edo pero resultó menos eficiente que su padre, cuando en 1606, los hombres de Iga se rebelaron en su contra debido a maltratos. Los ninja de Iga continuaron siendo empleados de los Shogun del Clan Tokugawa hasta Tokugawa Yoshimune (gobernó entre 1716-1745) despidió a todos los ninja del trabajo de inteligencia y los reemplazó con personas de la localidad de la Provincia Kii.

## Organización
Miembros de la Escuela Ninja de Iga, fueron entrenados en el uso de disfraz, técnicas de escape, ocultamiento, manejo de explosivos, medicinas y venenos. Ellos fueron entrenados en técnicas de combate sin armas y en el uso de varias armas tales como las estrellas de lanzamiento conocidas como shuriken y espadas ninjatō. El ninja utilizó ganchos de escalamiento y algunas herramientas como los "Mizugumo" o zapatos especiales para "caminar en el agua", actualmente desplegados en el Museo Ninja de Iga Ryu.
El Ninja feudal de Iga-ryū estuvo dividido en tres clases militares: Ninjas Altos o Líderes (Jonin), hombres medios u oficiales (Chunin) y Ninjas de bajo nivel o Agentes (Genin).
Los Líderes realizaban los contactos con los Señores feudales o clientes y tenían un vasto conocimiento de la política y las influencias de la zona, eran quienes acordaban las misiones. Una vez aprobada eran los Suboficiales quienes planificaban la operación, los detalles de como cumplirlas y escogían a los mejores Agentes para ejecutarlas, ellos no conocían que hacían ni quienes eran los afectados, sólo cumplir la misión ordenada.